# Dybowskihert
Het Dybowskihert (Cervus nippon mantchuricus; syn. Cervus nippon dybowskii) is het grootste van de veertien ondersoorten van het sikahert (Cervus nippon). De wetenschappelijke naam van de ondersoort werd voor het eerst geldig gepubliceerd door Robert Swinhoe in 1864.

## Kenmerken
De lichaamslengte is ongeveer 155 centimeter, de staart is tot 20 cm lang, de hoogte van de schoft is 75 tot 110 cm. Hindes bereiken een gewicht van 80 tot 90 kg en bokken worden tussen de 110 en 160 kg. De zwangerschap duurt maximaal 221 dagen, er wordt één jong geboren.

## Verspreiding
Het Dybowskihert kon vroeger in Mantsjoerije, het Koreaans Schiereiland en het Russische Verre Oosten gevonden worden. De soort wordt tegenwoordig in China en het Koreaans Schiereiland als uitgestorven beschouwd. Er bestaat nog een populatie van ongeveer 9.000 exemplaren in de dunbevolkte gebieden van Primorje in het Russische Verre Oosten.

## Naamgeving
De soortnaam is een eerbetoon aan de Poolse natuuronderzoeker Benedykt Dybowski, die na zijn katorga-periode Siberië verkende en het dier ontdekte.